# Paul Hogan
Paul Hogan (ur. 8 października 1939 w Lightning Ridge) − australijski aktor i scenarzysta filmowy, zdobywca Złotego Globu. Najbardziej znany z roli Micka Dundee z serii filmów Krokodyl Dundee.

## Filmografia
aktor
- 1949: Sand jako Don
- 1985: Anzacs jako szeregowy Pat Cleary
- 1986: Krokodyl Dundee (Crocodile Dundee) jako Mick „Krokodyl" Dundee
- 1988: Krokodyl Dundee II (Crocodile' Dundee II) jako Mick „Krokodyl" Dundee
- 1990: Prawie jak anioł (Almost an Angel) jako Terry Dean
- 1994: Jack Błyskawica (Lightning Jack) jako Jack „Błyskawica" Kane
- 1996: Flipper jako Porter
- 1998: Odpływając w dal (Floating Away) jako Shane
- 2001: Krokodyl Dundee w Los Angeles (Crocodile Dundee in Los Angeles) jako Mick Dundee
- 2004: Podatkowi desperaci (Strange Bedfellows) jako Vince Hopgood
- 2009: Charlie & Boots jako Charles
- 2018: That's Not My Dog! jako on sam
- 2020: Mr. Dundee. Powrót (The Very Excellent Mr. Dundee) jako on sam

scenarzysta
- 1975: Hogan in London
- 1986: Krokodyl Dundee (Crocodile Dundee
- 1988: Krokodyl Dundee II (Crocodile' Dundee II)
- 1990: Prawie jak anioł (Almost an Angel)
- 1994: Jack Błyskawica (Lightning Jack)